# Müglitztal

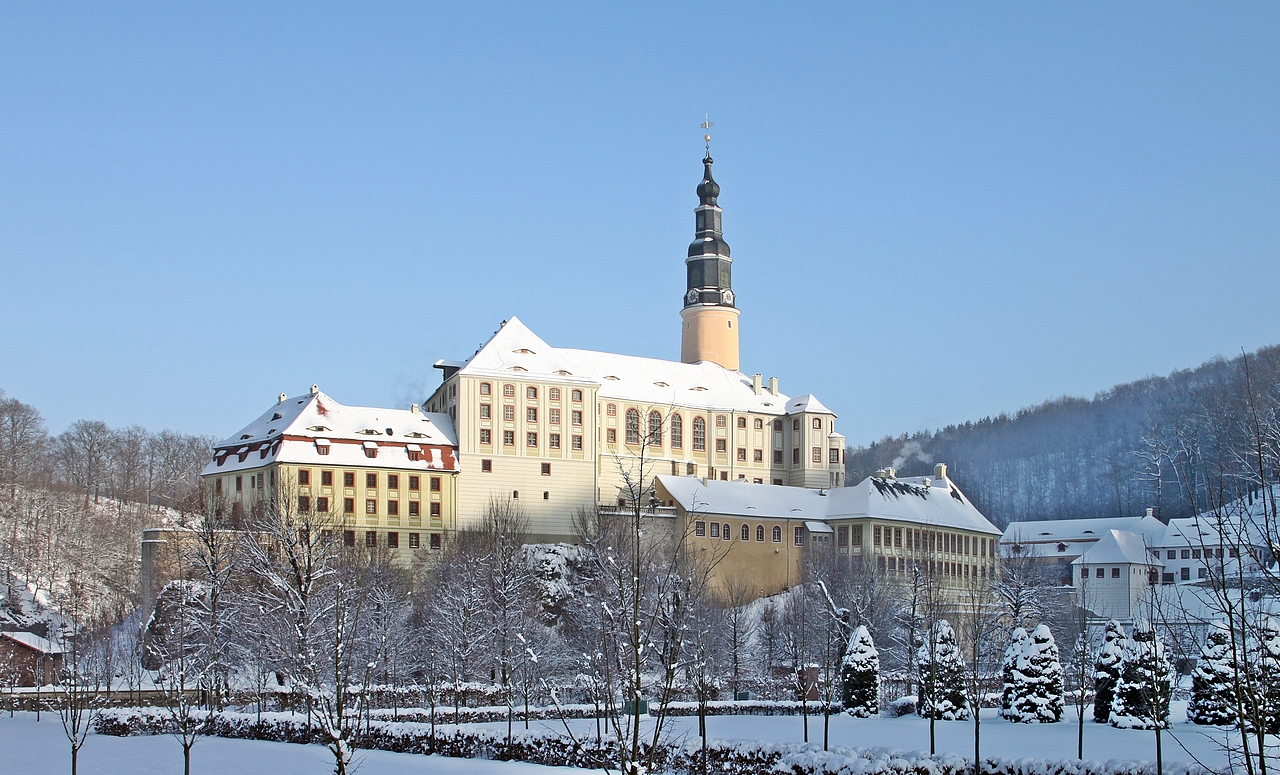
Blick auf Schloss Weesenstein, die bekannteste Sehenswürdigkeit der Gemeinde Müglitztal

Müglitztal ist eine Gemeinde im Landkreis Sächsische Schweiz-Osterzgebirge, liegt aber geografisch gesehen im Erzgebirgsvorland. Sie gehört zur Verwaltungsgemeinschaft Dohna-Müglitztal. Verwaltungssitz ist Weesenstein. Das Zentrum der Landeshauptstadt Dresden liegt 22 Kilometer nordwestlich von Müglitztal.

## Geografie
Die Gemeinde Müglitztal, die an der Müglitz liegt, befindet sich bis auf die Ortsteile Maxen und  Burkhardswalde im gleichnamigen tief eingeschnittenen Tal im hügeligen Vorland des Osterzgebirges. Die Gemeindeteile Burkhardswalde und Maxen liegen auf einer Hochfläche westlich des Tales oberhalb von Mühlbach.
Der höchste Punkt des Gemeindegebietes befindet sich mit 396 m ü. NN an den Drei Linden oberhalb von Mühlbach. Der tiefste Punkt befindet sich im Müglitztal auf einer Höhe von 153 m ü. NN.

### Gemeindegliederung
Die Gemeinde umfasst die Ortsteile Burkhardswalde, Crotta, Falkenhain (mit Ploschwitz), Maxen, Mühlbach (mit Häselich), Schmorsdorf und Weesenstein.

## Geschichte
Zu DDR-Zeiten erholten sich Kinder in einem Ferienlager, das in der Hartmannmühle eingerichtet wurde.
Im Zuge einer Gemeindegebietsreform schlossen sich am 1. März 1994 die Gemeinden Burkhardswalde, Maxen, Mühlbach und Weesenstein zur neuen Gemeinde Müglitztal zusammen.
Das Gemeindegebiet, insbesondere Weesenstein, wurde durch Hochwasser der Müglitz in der Vergangenheit wiederholt schwer in Mitleidenschaft gezogen. Schwere Schäden traten vor allem 1927 und 2002 auf. Dabei wurde die Bahnlinie für längere Zeit unterbrochen, Wohnhäuser und Brücken zerstört und der Park von Schloss Weesenstein verwüstet.

## Politik
- FuK: 3
- WVFFW: 2
- CDU: 1
- AfD: 3

CDU und AfD können mangels Kandidaten Sitze nicht besetzen. Der Gemeinderat verkleinert sich deshalb um drei Mandate.

### Gemeinderat
Seit der Gemeinderatswahl am 9. Juni 2024 setzt sich der Gemeinderat wie in den Diagrammen gezeigt zusammen. Ergebnisse früherer Wahlen sind tabellarisch aufgelistet.
|                 | 2009    | 2009   | 2009   | 2014    | 2014   | 2014   | 2019    | 2019   | 2019   | 2024    | 2024   | 2024   |
| --------------- | ------- | ------ | ------ | ------- | ------ | ------ | ------- | ------ | ------ | ------- | ------ | ------ |
| Wahlberechtigte | 1787    | 1787   | 1787   | 1625    | 1625   | 1625   | 1585    | 1585   | 1585   | 1586    | 1586   | 1586   |
| Wähler          | 1033    | 1033   | 1033   | 983     | 983    | 983    | 1166    | 1166   | 1166   | 1219    | 1219   | 1219   |
| Wahlbeteiligung | 57,8 %  | 57,8 % | 57,8 % | 60,5 %  | 60,5 % | 60,5 % | 73,6 %  | 73,6 % | 73,6 % | 76,9 %  | 76,9 % | 76,9 % |
|                 | Stimmen | Sitze  | in %   | Stimmen | Sitze  | in %   | Stimmen | Sitze  | in %   | Stimmen | Sitze  | in %   |
| AfD             | -       |        | -      | -       |        | -      | 543     | 1      | 16,4   | 1337    | 3      | 38,7   |
| FuK 9           | -       |        | -      | -       |        | -      | 281     | 1      | 8,5    | 886     | 3      | 25,6   |
| CDU             | 979     | 4      | 34,0   | 796     | 4      | 28,7   | 435     | 2      | 13,2   | 693     | 3      | 20,0   |
| WVFFW 1         | 506     | 2      | 17,6   | 636     | 3      | 23,0   | 312     | 1      | 9,4    | 543     | 2      | 15,7   |
| HV Maxen 3      | 697     | 2      | 24,2   | 655     | 3      | 23,6   | 695     | 3      | 21,0   | -       | -      | -      |
| HVB 10          | -       |        | -      | -       |        | -      | 579     | 3      | 17,5   | -       | -      | -      |
| HeFe 5          | -       |        | -      | 310     | 1      | 11,2   | 189     |        | 5,7    | -       | -      | -      |
| FF 8            | -       |        | -      | -       |        | -      | 119     |        | 3,6    | -       | -      | -      |
| WVL 6           | -       |        | -      | -       |        | -      | 108     |        | 3,3    | -       | -      | -      |
| FW 7            | -       |        | -      | -       |        | -      | 46      |        | 1,4    | -       | -      | -      |
| VS 2            | 444     | 2      | 15,4   | 212     | 1      | 7,7    | -       |        | -      | -       | -      | -      |
| WVN 4           | -       |        | -      | 162     |        | 5,8    | -       |        | -      | -       | -      | -      |
| Faber           | 257     | 1      | 8,9    | -       |        | -      | -       |        | -      | -       | -      | -      |

### Bürgermeister
Bürgermeister ist seit 2018 Michael Neumann.
| Wahl | Bürgermeister                        | Vorschlag                            | Wahlergebnis (in %)                  |
| ---- | ------------------------------------ | ------------------------------------ | ------------------------------------ |
| 2025 | Wahl am 10. (und ggf. am 31.) August | Wahl am 10. (und ggf. am 31.) August | Wahl am 10. (und ggf. am 31.) August |
| 2018 | Michael Neumann                      | Neumann                              | 72,1                                 |
| 2015 | Andreas Burkhardt                    | Burkhardt                            | 39,0                                 |
| 2008 | Jörg Glöckner                        | CDU                                  | 92,3                                 |
| 2001 | Jörg Glöckner                        | CDU                                  | 95,6                                 |

## Verkehr
Im Tal verläuft die Staatsstraße 178 und die Müglitztalbahn (Heidenau–Altenberg).

## Kultur und Sehenswürdigkeiten

### Bauwerke
- Schloss Weesenstein mit Park Weesenstein
- Heimatmuseum Maxen am Dorfplatz
- Naturbühne Maxen:  Freilichttheater im ehemaligen Marmorbruch
- Kalkofen an der Naturbühne: Technisches Denkmal von 1856 mit Aussichtsplattform und Ausstellung von Mineralien im Sommer
- Kalkofen an der Winterleite: Technisches Denkmal zwischen Maxen und dem Bahnhof Burkhardswalde-Maxen
- Blaues Häusel: Pavillon in Form einer Moschee, einziges Gebäude im javanischen Stil in  Europa, erbaut für den Maler Raden Saleh
- Friedensdenkmal an den Drei Schmorsdorfer Friedenslinden: Aussichtspunkt zwischen Maxen und Schmorsdorf
- Lindenmuseum Clara Schumann: kleinstes freistehendes Museum Deutschlands (6,85 m²) in Schmorsdorf
- Maxener Schloss[6]

### Naturdenkmal
- Schmorsdorfer Linde, ältester Baum im Altkreis Sächsische Schweiz
- Siehe auch: Liste der Naturdenkmale in Müglitztal

### Vereine
- Gymnastik: SV Sachsen Müglitztal
- Heimat- und Feuerwehrverein Mühlbach
- Feuerwehrverein Burkhardswalde

## Persönlichkeiten
- Artur Kunz (1916–2018), Unternehmer und langjähriger Inhaber des Brunnenbetriebs von Margonwasser
- Ellen Wessinghage (1948–2023), Mittel- und Langstreckenläuferin
- Christian Lehnert (* 1969), Lyriker, lebte in Burkhardswalde als Pfarrer

siehe auch: Persönlichkeiten Weesensteins